# Sinclair Research

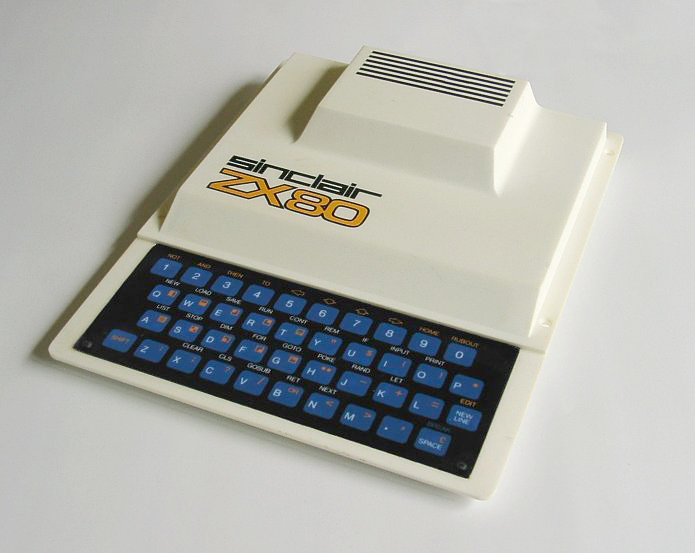
ZX-80 – pierwszy komputer firmy Sinclair (1980)

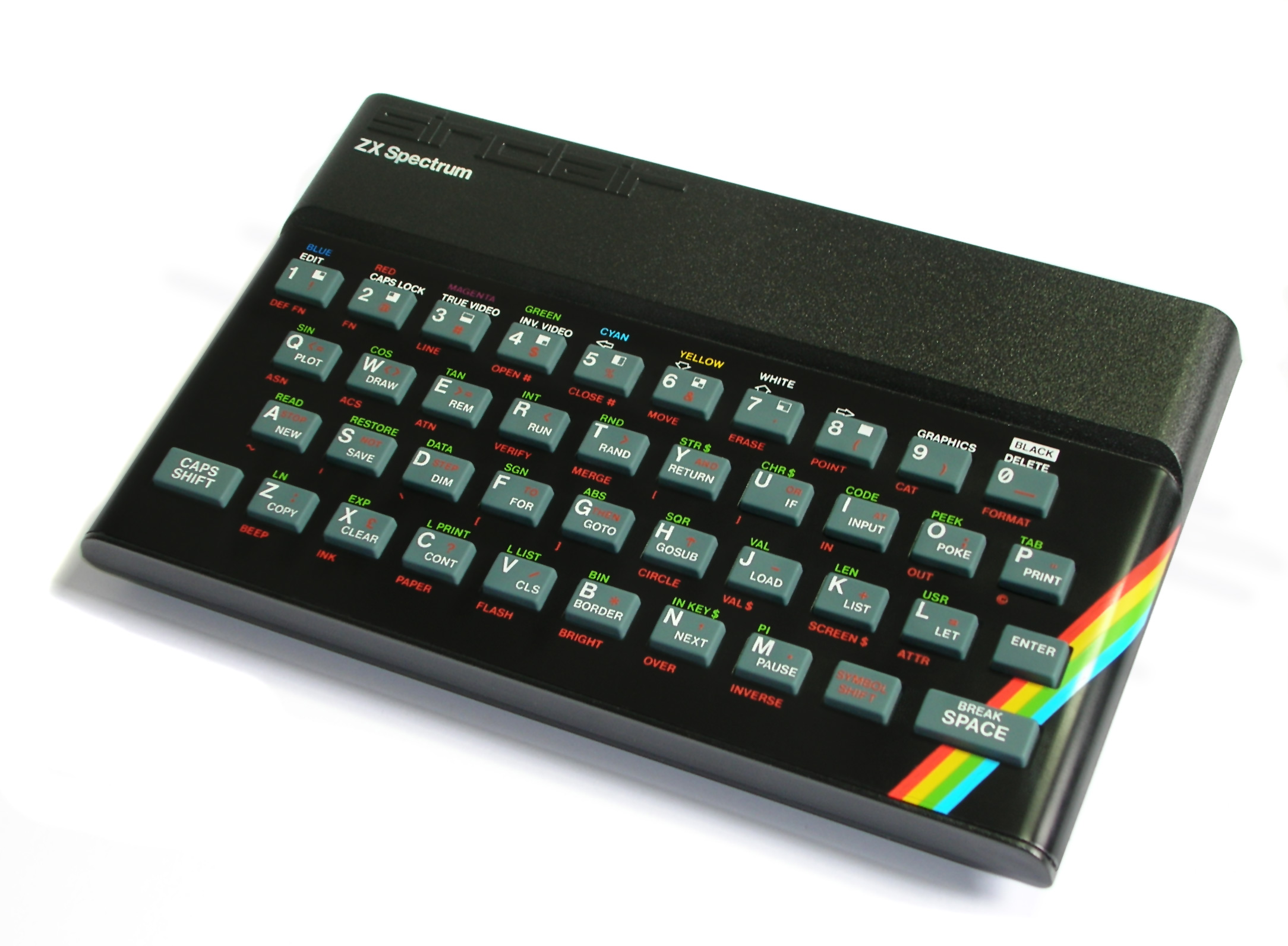
ZX Spectrum (1982)

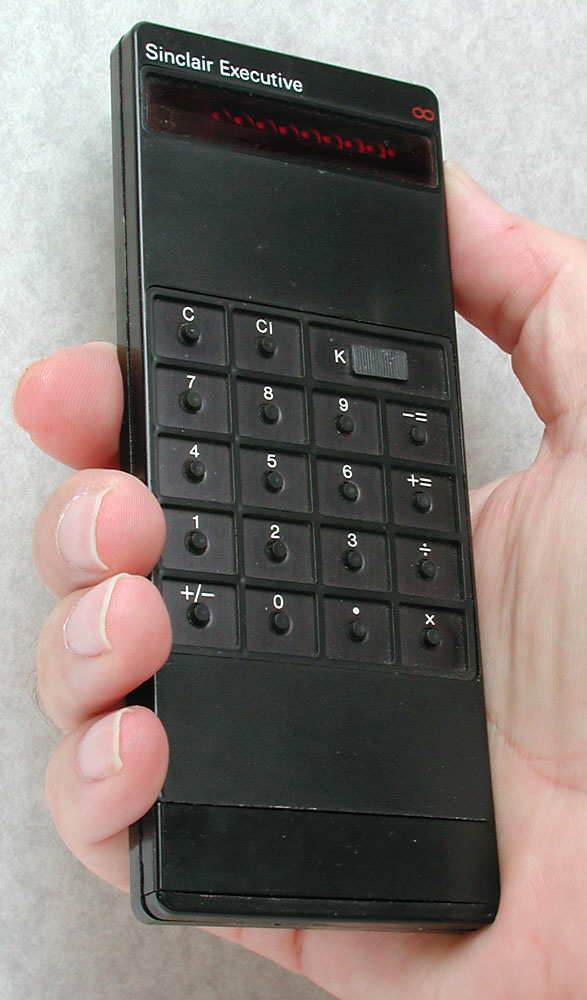
Kalkulator kieszonkowy Sinclair Executive

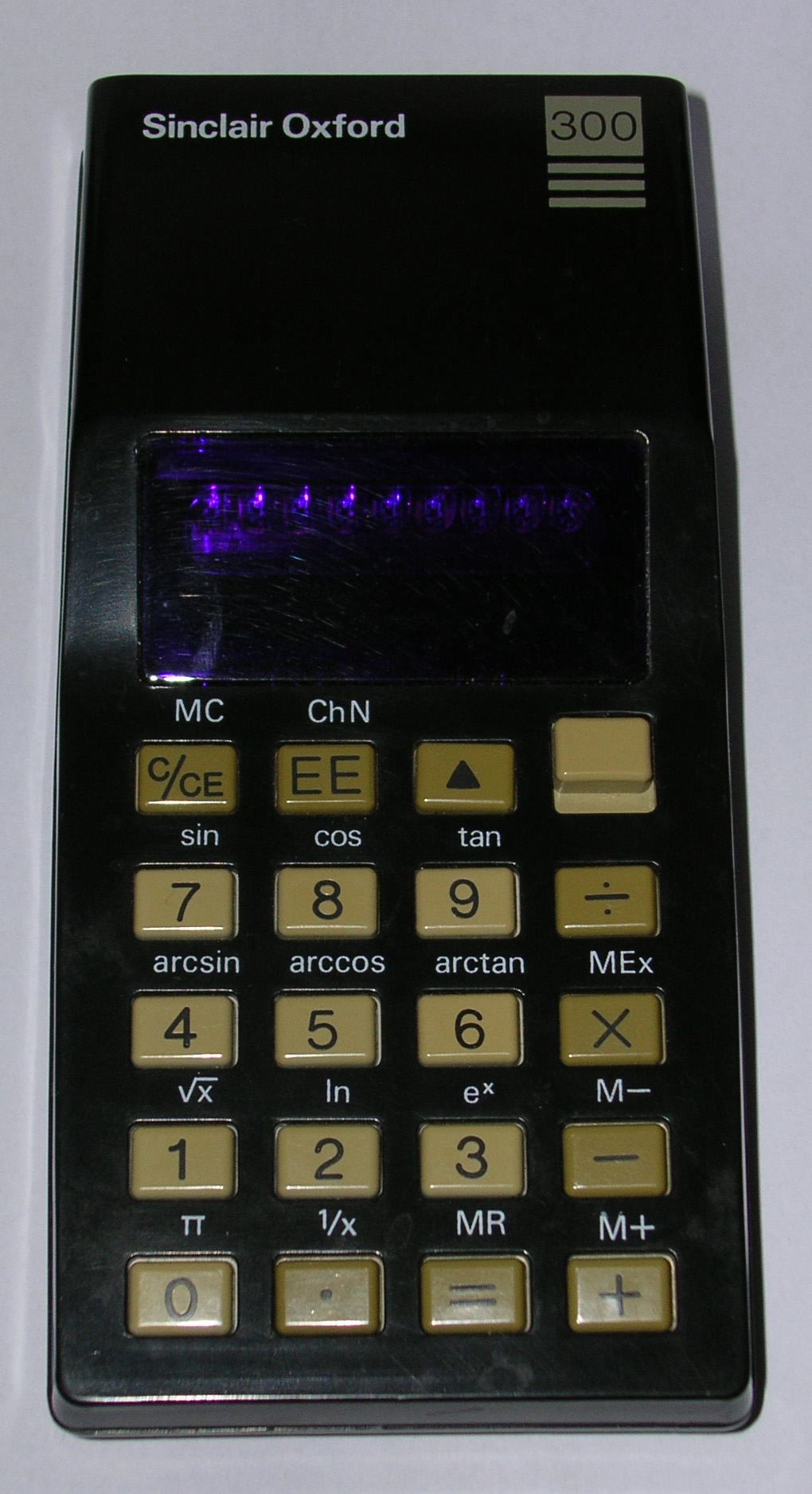
Sinclair Oxford

Sinclair Research – brytyjskie przedsiębiorstwo elektroniczne założone przez Clive’a Sinclaira w roku 1961 (wówczas jako Sinclair Radionics) w Cambridge.

## Początki
Początkowo przedsiębiorstwo zajmowało się produkcją i sprzedażą sprzętu hi-fi, kalkulatorów, radioodbiorników i innych produktów. W 1966 Sinclair opracował, ale nie wprowadził do produkcji seryjnej, pierwszy telewizor kieszonkowy. W 1972 przedsiębiorstwo wyprodukowało pierwszy kalkulator kieszonkowy – Sinclair Executive.
Ponieważ Sinclair Radionics wciąż nie przynosiła oczekiwanych zysków, w 1973 Sinclair wykupił upadającą spółkę Ablesdeal Ltd. W 1975 jej nazwę zmieniono na Westminster Mail Order Ltd., a ostatecznie, w marcu 1981 roku, na Sinclair Research Ltd.

## Komputery osobiste
W latach 80. XX wieku Sinclair wkroczył na rynek komputerów domowych z modelem ZX-80 (wówczas najtańszym komputerem w Wielkiej Brytanii). W 1982 opracowano ZX Spectrum – najlepiej sprzedający się brytyjski komputer – silną konkurencję dla produktów Commodore i Amstrad.
Były to praktycznie pierwsze komputery na rynku dostępne dla domowego użytkownika. Najbardziej popularnym komputerem z tej serii był wspomniany wcześniej ZX Spectrum 48 wyposażony w gumową klawiaturę, 48 KB RAM (oraz 16 KB ROM zawierające m.in. interpreter języka BASIC), z czego ponad 6 KB przypadało na pamięć grafiki. Dostępne oprogramowanie w szczytowym okresie popularności zawierało gry, edytory tekstu, bazy danych i programy graficzne. Oficjalnie oprogramowanie było tworzone do roku 1993, jednakże oprogramowanie pasjonatów powstaje do dziś.
O tym, że był to krok milowy informatyzacji, świadczy fakt, że Clive Marles Sinclair otrzymał w roku 1983 tytuł szlachecki Sir za konstrukcję tego mikrokomputera.
Niepowodzenia z wprowadzeniem na rynek w 1984 komputera Sinclair QL i telewizora kieszonkowego TV80 oraz pojazdu elektrycznego Sinclair C5 w 1985 spowodowało bankructwo przedsiębiorstwa i jego przejęcie przez koncern Amstrad.

### Komputery produkowane przez Sinclair Research
- ZX-80
- ZX-81
- ZX Spectrum 48
- ZX Spectrum+
- ZX Spectrum 128
- ZX Spectrum 128+2
- ZX Spectrum 128+3
- Sinclair QL
- Cambridge Z88

## XXI wiek
Sinclair Ltd. podejmowało próby wprowadzenia na rynek nowych wynalazków Sir Clive’a (m.in. rowery elektryczne czy najmniejsze na świecie radio). Po śmierci założyciela, przedsiębiorstwo Sinclair zostało przejęte przez firmę badawczą z branży farmaceutycznej Altasciences.